# Kaimar Vagul
Kaimar Vagul (ur. 13 kwietnia 2007) – estoński skoczek narciarski, reprezentant klubu Vaguli SK. Uczestnik mistrzostw świata juniorów (2024), igrzysk europejskich (2023) i igrzysk olimpijskich młodzieży (2024), medalista mistrzostw kraju.

## Przebieg kariery
W lipcu 2018 zdobył brązowy medal indywidualnie na nieoficjalnych letnich mistrzostwach świata dzieci w Ruhpolding. Rok później w imprezie tej rangi zdobył srebrny medal w rywalizacji indywidualnej. W sierpniu 2022 zadebiutował w FIS Cupie, zajmując 41. i 46. miejsce we Frenštácie. Pierwsze punkty tego cyklu zdobył 3 września tego samego roku, plasując się na 23. lokacie zawodów w Kranju. 17 września 2022 w Stams po raz pierwszy wystartował w Letnim Pucharze Kontynentalnym, kończąc zawody na 55. i 58. pozycji. W grudniu 2022 zadebiutował w zimowej edycji Pucharu Kontynentalnego, zajmując lokaty w szóstej dziesiątce zawodów w Vikersund. 17 lutego 2023 zdobył złoty medal na mistrzostwach krajów nordyckich juniorów.
Wystartował na Igrzyskach Europejskich 2023 w Zakopanem. W zawodach indywidualnych na skoczni normalnej został zdyskwalifikowany za nieprzepisowy kombinezon, a na skoczni dużej zajął 40. miejsce. 16 września 2023 zajął 5. lokatę w konkursie FIS Cupu w Einsiedeln. 15 grudnia 2023 zdobył pierwsze w karierze punkty Pucharu Kontynentalnego, zajmując 29. miejsce w Ruce. Wystartował następnie w kwalifikacjach do zawodów niemieckiej części Turnieju Czterech Skoczni rozgrywanych w ramach Pucharu Świata, w obu nie uzyskując awansu do konkursu głównego. W styczniu wystartował na Zimowych Igrzyskach Olimpijskich Młodzieży 2024, na których zajął 5. lokatę indywidualnie. Na Mistrzostwach Świata Juniorów 2024 zajął z kolei 11. miejsce w rywalizacji indywidualnej.
Jest medalistą mistrzostw Estonii – zdobył złoty medal indywidualnie w 2024 oraz srebrny w 2023.

## Mistrzostwa świata

### Indywidualnie
| 2025 Trondheim | – | 45. miejsce (K-94), 49. miejsce (K-124) |

### Starty K. Vagula na mistrzostwach świata – szczegółowo
| Miejsce | Dzień   | Rok  | Miejscowość | Skocznia | Punkt K | HS     | Konkurs  | Skok 1  | Skok 2 | Nota     | Strata    | Zwycięzca      |
| ------- | ------- | ---- | ----------- | -------- | ------- | ------ | -------- | ------- | ------ | -------- | --------- | -------------- |
| 45.     | 2 marca | 2025 | Trondheim   | Granåsen | K-94    | HS-102 | indywid. | 90,5 m  | –      | 90,2 pkt | 175,3 pkt | Marius Lindvik |
| 49.     | 8 marca | 2025 | Trondheim   | Granåsen | K-124   | HS-138 | indywid. | 100,5 m | –      | 62,9 pkt | 238,9 pkt | Domen Prevc    |

## Mistrzostwa świata juniorów

### Indywidualnie
| 2024 Planica     | – | 11. miejsce |
| 2025 Lake Placid | – | 22. miejsce |

### Starty K. Vagula na mistrzostwach świata juniorów – szczegółowo
| Miejsce | Dzień     | Rok  | Miejscowość | Skocznia            | Punkt K | HS     | Konkurs  | Skok 1 | Skok 2 | Nota      | Strata   | Zwycięzca        |
| ------- | --------- | ---- | ----------- | ------------------- | ------- | ------ | -------- | ------ | ------ | --------- | -------- | ---------------- |
| 11.     | 8 lutego  | 2024 | Planica     | Srednja skakalnica  | K-95    | HS-102 | indywid. | 92,0 m | 94,5 m | 239,4 pkt | 27,3 pkt | Stephan Embacher |
| 22.     | 12 lutego | 2025 | Lake Placid | MacKenzie Intervale | K-90    | HS-100 | indywid. | 82,0 m | 87,5 m | 201,1 pkt | 57,0 pkt | Stephan Embacher |

## Igrzyska olimpijskie młodzieży

### Indywidualnie
| 2024 Gangwon/Pjongczang | – | 5. miejsce |

### Starty K. Vagula na igrzyskach olimpijskich młodzieży – szczegółowo
| Miejsce | Dzień       | Rok  | Miejscowość | Skocznia              | Punkt K | HS     | Konkurs  | Skok 1 | Skok 2  | Nota      | Strata  | Zwycięzca       |
| ------- | ----------- | ---- | ----------- | --------------------- | ------- | ------ | -------- | ------ | ------- | --------- | ------- | --------------- |
| 5.      | 20 stycznia | 2024 | Pjongczang  | Alpensia Jumping Park | K-98    | HS-109 | indywid. | 99,5 m | 102,5 m | 208,7 pkt | 5,3 pkt | Ilja Miziernych |

## Igrzyska europejskie

### Indywidualnie
| 2023 Kraków/Zakopane | – | dyskwalifikacja (K-95), 40. miejsce (K-125) |

### Starty K. Vagula na igrzyskach europejskich – szczegółowo
| Miejsce | Dzień      | Rok  | Miejscowość | Skocznia        | Punkt K | HS     | Konkurs  | Skok 1  | Skok 2 | Nota     | Strata    | Zwycięzca         |
| ------- | ---------- | ---- | ----------- | --------------- | ------- | ------ | -------- | ------- | ------ | -------- | --------- | ----------------- |
| —       | 29 czerwca | 2023 | Zakopane    | Średnia Krokiew | K-95    | HS-105 | indywid. | DSQ     | DSQ    | DSQ      | DSQ       | Daniel Tschofenig |
| 40.     | 1 lipca    | 2023 | Zakopane    | Wielka Krokiew  | K-125   | HS-140 | indywid. | 115,5 m | –      | 94,5 pkt | 184,6 pkt | Dawid Kubacki     |

## Puchar Świata

### Miejsca w poszczególnych konkursach indywidualnychPucharu Świata
stan po zakończeniu sezonu 2024/2025
| Źródło | Źródło            | Źródło           | Źródło            | Źródło            | Źródło            | Źródło                 | Źródło                 | Źródło           | Źródło                       | Źródło           | Źródło                       | Źródło          | Źródło              | Źródło          | Źródło           | Źródło            | Źródło            | Źródło          | Źródło            | Źródło            | Źródło           | Źródło        | Źródło      | Źródło          | Źródło          | Źródło          | Źródło          | Źródło          | Źródło          | Źródło        | Źródło        | Źródło | Źródło | Źródło | Źródło | Źródło | Źródło | Źródło | Źródło | Źródło | Źródło | Źródło | Źródło | Źródło | Źródło | Źródło | Źródło | Źródło | Źródło |
| --- | ----------------- | ---------------- | ----------------- | ----------------- | ----------------- | ---------------------- | ---------------------- | ---------------- | ---------------------------- | ---------------- | ---------------------------- | --------------- | ------------------- | --------------- | ---------------- | ----------------- | ----------------- | --------------- | ----------------- | ----------------- | ---------------- | ------------- | ----------- | --------------- | --------------- | --------------- | --------------- | --------------- | --------------- | ------------- | ------------- | ------ | ------ | ------ | ------ | ------ | ------ | ------ | ------ | ------ | ------ | ------ | ------ | ------ | ------ | ------ | ------ | ------ | ------ |
| Sezon 2023/2024 |                   |                  |                   |                   |                   |                        |                        |                  |                              |                  |                              |                 |                     |                 |                  |                   |                   |                 |                   |                   |                  |               |             |                 |                 |                 |                 |                 |                 |               |               |        |        |        |        |        |        |        |        |        |        |        |        |        |        |        |        |        |        |
| Ruka HS142 | Ruka HS142        | Lillehammer HS98 | Lillehammer HS140 | Klingenthal HS140 | Klingenthal HS140 | Engelberg HS140        | Engelberg HS140        | Oberstdorf HS137 | Garmisch-Partenkirchen HS142 | Innsbruck HS128  | Bischofshofen HS142          | Wisła HS134     | Zakopane HS140      | Willingen HS147 | Willingen HS147  | Lake Placid HS128 | Lake Placid HS128 | Sapporo HS137   | Sapporo HS137     | Oberstdorf HS235  | Oberstdorf HS235 | Lahti HS130   | Lahti HS130 | Oslo HS134      | Oslo HS134      | Trondheim HS105 | Trondheim HS138 | Vikersund HS240 | Vikersund HS240 | Planica HS240 | Planica HS240 | punkty |        |        |        |        |        |        |        |        |        |        |        |        |        |        |        |        |        |
| - | -                 | -                | -                 | -                 | -                 | -                      | -                      | q                | q                            | -                | -                            | -               | -                   | -               | -                | -                 | -                 | -               | -                 | -                 | -                | -             | -           | -               | -               | -               | -               | -               | -               | -             | -             | 0      |        |        |        |        |        |        |        |        |        |        |        |        |        |        |        |        |        |
| Sezon 2024/2025 |                   |                  |                   |                   |                   |                        |                        |                  |                              |                  |                              |                 |                     |                 |                  |                   |                   |                 |                   |                   |                  |               |             |                 |                 |                 |                 |                 |                 |               |               |        |        |        |        |        |        |        |        |        |        |        |        |        |        |        |        |        |        |
| Lillehammer HS140 | Lillehammer HS140 | Ruka HS142       | Ruka HS142        | Wisła HS134       | Wisła HS134       | Titisee-Neustadt HS142 | Titisee-Neustadt HS142 | Engelberg HS140  | Engelberg HS140              | Oberstdorf HS137 | Garmisch-Partenkirchen HS142 | Innsbruck HS128 | Bischofshofen HS142 | Zakopane HS140  | Oberstdorf HS235 | Oberstdorf HS235  | Willingen HS147   | Willingen HS147 | Lake Placid HS128 | Lake Placid HS128 | Sapporo HS137    | Sapporo HS137 | Oslo HS134  | Vikersund HS240 | Vikersund HS240 | Lahti HS130     | Planica HS240   | Planica HS240   | punkty          | punkty        | punkty        | punkty | punkty | punkty | punkty | punkty | punkty | punkty | punkty | punkty | punkty | punkty | punkty | punkty | punkty | punkty | punkty |        |        |
| - | -                 | -                | -                 | -                 | -                 | -                      | -                      | -                | -                            | q                | q                            | -               | -                   | -               | q                | q                 | -                 | -               | -                 | -                 | -                | -             | -           | -               | -               | q               | q               | -               | 0               | 0             | 0             | 0      | 0      | 0      | 0      | 0      | 0      | 0      | 0      | 0      | 0      | 0      | 0      | 0      | 0      | 0      | 0      |        |        |
| Legenda |                   |                  |                   |                   |                   |                        |                        |                  |                              |                  |                              |                 |                     |                 |                  |                   |                   |                 |                   |                   |                  |               |             |                 |                 |                 |                 |                 |                 |               |               |        |        |        |        |        |        |        |        |        |        |        |        |        |        |        |        |        |        |
| 1 2 3 4-10 11-30 poniżej 30 dq – dyskwalifikacja q – dyskwalifikacja w kwalifikacjach q – zawodnik nie zakwalifikował się - – zawodnik nie wystartował |                   |                  |                   |                   |                   |                        |                        |                  |                              |                  |                              |                 |                     |                 |                  |                   |                   |                 |                   |                   |                  |               |             |                 |                 |                 |                 |                 |                 |               |               |        |        |        |        |        |        |        |        |        |        |        |        |        |        |        |        |        |        |

### Miejsca w poszczególnych konkursach drużynowychPucharu Świata
stan po zakończeniu sezonu 2024/2025
| Źródło                                                                          | Źródło          | Źródło          | Źródło                    | Źródło                         | Źródło         | Źródło                  | Źródło                    | Źródło              | Źródło        |
| ------------------------------------------------------------------------------- | --------------- | --------------- | ------------------------- | ------------------------------ | -------------- | ----------------------- | ------------------------- | ------------------- | ------------- |
| Sezon 2024/2025                                                                 | Sezon 2024/2025 | Sezon 2024/2025 | Lillehammer HS140 (mikst) | Titisee-Neustadt HS142 (duety) | Zakopane HS140 | Willingen HS147 (mikst) | Lake Placid HS128 (mikst) | Lahti HS130 (duety) | Planica HS240 |
| Sezon 2024/2025                                                                 | Sezon 2024/2025 | Sezon 2024/2025 | -                         | -                              | -              | -                       | -                         | 11                  | -             |
| Legenda                                                                         |                 |                 |                           |                                |                |                         |                           |                     |               |
| 1 2 3 4-8 poniżej 8 (Duety: 1 2 3 4-12 poniżej 12) - – zawodnik nie wystartował |                 |                 |                           |                                |                |                         |                           |                     |               |

### Planica 7

#### Miejsca w klasyfikacji generalnej
| Sezon | Miejsce |
| ----- | ------- |
| 2025  | 65.     |

## Puchar Kontynentalny

### Miejsca w klasyfikacji generalnej
| Sezon     | Miejsce |
| --------- | ------- |
| 2023/2024 | 84.     |
| 2024/2025 | 58.     |

### Miejsca w poszczególnych konkursachPucharu Kontynentalnego
stan po zakończeniu sezonu 2024/2025
| Sezon 2022/2023                                                               |                   |            |            |                 |                 |                              |                              |                 |                 |               |                   |                   |                   |                   |                     |                     |                     |                     |                     |                     |                |                |             |             |                |                |        |        |        |        |        |        |        |        |        |        |        |        |        |        |        |        |        |        |        |        |        |        |        |        |        |        |        |        |        |        |        |        |        |        |        |        |        |        |
| Vikersund HS117                                                               | Vikersund HS117   | Ruka HS142 | Ruka HS142 | Engelberg HS140 | Engelberg HS140 | Planica HS138                | Planica HS138                | Sapporo HS137   | Sapporo HS137   | Sapporo HS137 | Eisenerz HS109    | Eisenerz HS109    | Klingenthal HS140 | Klingenthal HS140 | Rena HS139          | Rena HS139          | Iron Mountain HS133 | Iron Mountain HS133 | Iron Mountain HS133 | Iron Mountain HS133 | Zakopane HS140 | Zakopane HS140 | Lahti HS130 | Lahti HS130 | punkty         | punkty         | punkty | punkty | punkty | punkty | punkty | punkty | punkty | punkty | punkty | punkty | punkty | punkty | punkty | punkty | punkty | punkty | punkty | punkty | punkty | punkty | punkty | punkty | punkty | punkty | punkty | punkty | punkty | punkty | punkty | punkty | punkty | punkty | punkty | punkty | punkty | punkty | punkty | punkty |
| 55                                                                            | 56                | 51         | 46         | 49              | 50              | 66                           | 65                           | -               | -               | -             | 46                | 50                | 42                | 43                | -                   | -                   | -                   | -                   | -                   | -                   | 39             | 41             | -           | -           | 0              | 0              | 0      | 0      | 0      | 0      | 0      | 0      | 0      | 0      | 0      | 0      | 0      | 0      | 0      | 0      | 0      | 0      | 0      | 0      | 0      | 0      | 0      | 0      | 0      | 0      | 0      | 0      | 0      | 0      | 0      | 0      | 0      | 0      | 0      | 0      | 0      | 0      | 0      | 0      |
| Sezon 2023/2024                                                               |                   |            |            |                 |                 |                              |                              |                 |                 |               |                   |                   |                   |                   |                     |                     |                     |                     |                     |                     |                |                |             |             |                |                |        |        |        |        |        |        |        |        |        |        |        |        |        |        |        |        |        |        |        |        |        |        |        |        |        |        |        |        |        |        |        |        |        |        |        |        |        |        |
| Lillehammer HS140                                                             | Lillehammer HS140 | Ruka HS142 | Ruka HS142 | Engelberg HS140 | Engelberg HS140 | Garmisch-Partenkirchen HS142 | Garmisch-Partenkirchen HS142 | Innsbruck HS128 | Innsbruck HS128 | Sapporo HS137 | Sapporo HS137     | Sapporo HS137     | Willingen HS147   | Willingen HS147   | Lillehammer HS140   | Lillehammer HS140   | Brotterode HS117    | Brotterode HS117    | Iron Mountain HS133 | Iron Mountain HS133 | Planica HS138  | Planica HS138  | Lahti HS130 | Lahti HS130 | Zakopane HS140 | Zakopane HS140 | punkty |        |        |        |        |        |        |        |        |        |        |        |        |        |        |        |        |        |        |        |        |        |        |        |        |        |        |        |        |        |        |        |        |        |        |        |        |        |
| -                                                                             | -                 | 29         | 41         | -               | -               | -                            | -                            | -               | -               | -             | -                 | -                 | 27                | 31                | -                   | -                   | 27                  | 32                  | -                   | -                   | -              | -              | -           | -           | -              | -              | 10     |        |        |        |        |        |        |        |        |        |        |        |        |        |        |        |        |        |        |        |        |        |        |        |        |        |        |        |        |        |        |        |        |        |        |        |        |        |
| Sezon 2024/2025                                                               |                   |            |            |                 |                 |                              |                              |                 |                 |               |                   |                   |                   |                   |                     |                     |                     |                     |                     |                     |                |                |             |             |                |                |        |        |        |        |        |        |        |        |        |        |        |        |        |        |        |        |        |        |        |        |        |        |        |        |        |        |        |        |        |        |        |        |        |        |        |        |        |        |
| Zhangjiakou HS106                                                             | Zhangjiakou HS106 | Ruka HS142 | Ruka HS142 | Engelberg HS140 | Engelberg HS140 | Bischofshofen HS142          | Bischofshofen HS142          | Sapporo HS137   | Sapporo HS137   | Sapporo HS137 | Lillehammer HS140 | Lillehammer HS140 | Kranj HS109       | Kranj HS109       | Iron Mountain HS133 | Iron Mountain HS133 | Iron Mountain HS133 | Iron Mountain HS133 | Lahti HS130         | Lahti HS130         | Zakopane HS140 | Zakopane HS140 | punkty      | punkty      | punkty         | punkty         | punkty | punkty | punkty | punkty | punkty | punkty | punkty | punkty | punkty | punkty | punkty | punkty | punkty | punkty | punkty | punkty | punkty | punkty | punkty | punkty | punkty | punkty | punkty | punkty | punkty | punkty | punkty | punkty | punkty | punkty | punkty | punkty | punkty | punkty | punkty | punkty |        |        |
| -                                                                             | -                 | 30         | 40         | -               | -               | 42                           | 48                           | -               | -               | -             | -                 | -                 | -                 | -                 | -                   | -                   | -                   | -                   | 17                  | 11                  | -              | -              | 39          | 39          | 39             | 39             | 39     | 39     | 39     | 39     | 39     | 39     | 39     | 39     | 39     | 39     | 39     | 39     | 39     | 39     | 39     | 39     | 39     | 39     | 39     | 39     | 39     | 39     | 39     | 39     | 39     | 39     | 39     | 39     | 39     | 39     | 39     | 39     | 39     | 39     | 39     | 39     |        |        |
| Legenda                                                                       |                   |            |            |                 |                 |                              |                              |                 |                 |               |                   |                   |                   |                   |                     |                     |                     |                     |                     |                     |                |                |             |             |                |                |        |        |        |        |        |        |        |        |        |        |        |        |        |        |        |        |        |        |        |        |        |        |        |        |        |        |        |        |        |        |        |        |        |        |        |        |        |        |
| 1 2 3 4-10 11-30 poniżej 30 dq – dyskwalifikacja - – zawodnik nie wystartował |                   |            |            |                 |                 |                              |                              |                 |                 |               |                   |                   |                   |                   |                     |                     |                     |                     |                     |                     |                |                |             |             |                |                |        |        |        |        |        |        |        |        |        |        |        |        |        |        |        |        |        |        |        |        |        |        |        |        |        |        |        |        |        |        |        |        |        |        |        |        |        |        |

## Letni Puchar Kontynentalny

### Miejsca w klasyfikacji generalnej
| Sezon | Miejsce |
| ----- | ------- |
| 2024  | 42.     |

### Miejsca w poszczególnych konkursachLetniego Pucharu Kontynentalnego
stan po zakończeniu LPK 2024
| Źródło                                                                        | Źródło             | Źródło          | Źródło          | Źródło            | Źródło            | Źródło            | Źródło            | Źródło            | Źródło | Źródło | Źródło | Źródło | Źródło | Źródło | Źródło | Źródło | Źródło | Źródło | Źródło | Źródło | Źródło | Źródło | Źródło | Źródło | Źródło | Źródło |
| ----------------------------------------------------------------------------- | ------------------ | --------------- | --------------- | ----------------- | ----------------- | ----------------- | ----------------- | ----------------- | ------ | ------ | ------ | ------ | ------ | ------ | ------ | ------ | ------ | ------ | ------ | ------ | ------ | ------ | ------ | ------ | ------ | ------ |
| 2022                                                                          |                    |                 |                 |                   |                   |                   |                   |                   |        |        |        |        |        |        |        |        |        |        |        |        |        |        |        |        |        |        |
| Lillehammer HS140                                                             | Lillehammer HS140  | Stams HS115     | Stams HS115     | Klingenthal HS140 | Klingenthal HS140 | Lake Placid HS100 | Lake Placid HS128 | Lake Placid HS128 | punkty |        |        |        |        |        |        |        |        |        |        |        |        |        |        |        |        |        |
| -                                                                             | -                  | 55              | 58              | 62                | 60                | -                 | -                 | -                 | 0      |        |        |        |        |        |        |        |        |        |        |        |        |        |        |        |        |        |
| 2023                                                                          |                    |                 |                 |                   |                   |                   |                   |                   |        |        |        |        |        |        |        |        |        |        |        |        |        |        |        |        |        |        |
| Oslo HS106                                                                    | Oslo HS106         | Stams HS115     | Stams HS115     | Klingenthal HS140 | Klingenthal HS140 | Lake Placid HS128 | Lake Placid HS128 | Lake Placid HS128 | punkty | punkty | punkty | punkty | punkty | punkty | punkty | punkty | punkty |        |        |        |        |        |        |        |        |        |
| -                                                                             | -                  | -               | -               | 44                | 32                | -                 | -                 | -                 | 0      | 0      | 0      | 0      | 0      | 0      | 0      | 0      | 0      |        |        |        |        |        |        |        |        |        |
| 2024                                                                          |                    |                 |                 |                   |                   |                   |                   |                   |        |        |        |        |        |        |        |        |        |        |        |        |        |        |        |        |        |        |
| Hinterzarten HS109                                                            | Hinterzarten HS109 | Trondheim HS138 | Trondheim HS138 | Stams HS115       | Stams HS115       | Klingenthal HS140 | Klingenthal HS140 | punkty            | punkty | punkty | punkty | punkty | punkty | punkty | punkty | punkty |        |        |        |        |        |        |        |        |        |        |
| 32                                                                            | 50                 | 15              | 24              | 42                | 45                | 36                | 35                | 23                | 23     | 23     | 23     | 23     | 23     | 23     | 23     | 23     |        |        |        |        |        |        |        |        |        |        |
| Legenda                                                                       |                    |                 |                 |                   |                   |                   |                   |                   |        |        |        |        |        |        |        |        |        |        |        |        |        |        |        |        |        |        |
| 1 2 3 4-10 11-30 poniżej 30 dq – dyskwalifikacja - − zawodnik nie wystartował |                    |                 |                 |                   |                   |                   |                   |                   |        |        |        |        |        |        |        |        |        |        |        |        |        |        |        |        |        |        |

## FIS Cup

### Miejsca w klasyfikacji generalnej
| Sezon     | Miejsce |
| --------- | ------- |
| 2022/2023 | 94.     |
| 2023/2024 | 38.     |
| 2024/2025 | 34.     |

### Miejsca w poszczególnych konkursachFIS Cupu
stan po zakończeniu sezonu 2024/2025
| Źródło                                                                        | Źródło             | Źródło           | Źródło           | Źródło           | Źródło           | Źródło      | Źródło      | Źródło           | Źródło           | Źródło           | Źródło           | Źródło        | Źródło        | Źródło        | Źródło           | Źródło        | Źródło        | Źródło         | Źródło         | Źródło        | Źródło        | Źródło         | Źródło         | Źródło        | Źródło        | Źródło         | Źródło         | Źródło | Źródło | Źródło | Źródło | Źródło | Źródło | Źródło | Źródło | Źródło | Źródło | Źródło | Źródło |
| ----------------------------------------------------------------------------- | ------------------ | ---------------- | ---------------- | ---------------- | ---------------- | ----------- | ----------- | ---------------- | ---------------- | ---------------- | ---------------- | ------------- | ------------- | ------------- | ---------------- | ------------- | ------------- | -------------- | -------------- | ------------- | ------------- | -------------- | -------------- | ------------- | ------------- | -------------- | -------------- | ------ | ------ | ------ | ------ | ------ | ------ | ------ | ------ | ------ | ------ | ------ | ------ |
| Sezon 2022/2023                                                               |                    |                  |                  |                  |                  |             |             |                  |                  |                  |                  |               |               |               |                  |               |               |                |                |               |               |                |                |               |               |                |                |        |        |        |        |        |        |        |        |        |        |        |        |
| Frenštát HS106                                                                | Frenštát HS106     | Szczyrk HS104    | Szczyrk HS104    | Einsiedeln HS117 | Einsiedeln HS117 | Kranj HS109 | Kranj HS109 | Villach HS98     | Villach HS98     | Notodden HS98    | Notodden HS98    | Szczyrk HS104 | Szczyrk HS104 | Villach HS98  | Villach HS98     | Oberhof HS100 | Oberhof HS100 | Zakopane HS140 | Zakopane HS140 | punkty        | punkty        | punkty         | punkty         | punkty        | punkty        | punkty         | punkty         | punkty | punkty | punkty | punkty | punkty | punkty | punkty | punkty | punkty | punkty | punkty |        |
| 41                                                                            | 47                 | 44               | 63               | 31               | 35               | 61          | 23          | 35               | 39               | -                | -                | -             | -             | -             | -                | 37            | dq            | 29             | 14             | 28            | 28            | 28             | 28             | 28            | 28            | 28             | 28             | 28     | 28     | 28     | 28     | 28     | 28     | 28     | 28     | 28     | 28     | 28     |        |
| Sezon 2023/2024                                                               |                    |                  |                  |                  |                  |             |             |                  |                  |                  |                  |               |               |               |                  |               |               |                |                |               |               |                |                |               |               |                |                |        |        |        |        |        |        |        |        |        |        |        |        |
| Szczyrk HS104                                                                 | Szczyrk HS104      | Einsiedeln HS117 | Einsiedeln HS117 | Villach HS98     | Villach HS98     | Râșnov HS97 | Râșnov HS97 | Kandersteg HS106 | Kandersteg HS106 | Notodden HS98    | Notodden HS98    | Falun HS100   | Falun HS100   | Szczyrk HS104 | Szczyrk HS104    | Oberhof HS100 | Oberhof HS100 | Zakopane HS140 | Zakopane HS140 | punkty        | punkty        | punkty         | punkty         | punkty        | punkty        | punkty         | punkty         | punkty | punkty | punkty | punkty | punkty | punkty | punkty | punkty | punkty | punkty | punkty |        |
| 23                                                                            | 26                 | 5                | 11               | -                | -                | -           | -           | 30               | 33               | -                | -                | -             | -             | 14            | 26               | -             | -             | -              | -              | 106           | 106           | 106            | 106            | 106           | 106           | 106            | 106            | 106    | 106    | 106    | 106    | 106    | 106    | 106    | 106    | 106    | 106    | 106    |        |
| Sezon 2024/2025                                                               |                    |                  |                  |                  |                  |             |             |                  |                  |                  |                  |               |               |               |                  |               |               |                |                |               |               |                |                |               |               |                |                |        |        |        |        |        |        |        |        |        |        |        |        |
| Hinterzarten HS109                                                            | Hinterzarten HS109 | Frenštát HS106   | Frenštát HS106   | Szczyrk HS104    | Szczyrk HS104    | Kranj HS109 | Kranj HS109 | Villach HS98     | Villach HS98     | Einsiedeln HS117 | Einsiedeln HS117 | Otepää HS97   | Otepää HS97   | Otepää HS97   | Kandersteg HS106 | Notodden HS98 | Notodden HS98 | Falun HS100    | Falun HS100    | Szczyrk HS104 | Szczyrk HS104 | Eisenerz HS109 | Eisenerz HS109 | Oberhof HS100 | Oberhof HS100 | Zakopane HS140 | Zakopane HS140 | punkty |        |        |        |        |        |        |        |        |        |        |        |
| 8                                                                             | dq                 | 10               | 15               | 33               | 7                | -           | -           | -                | -                | -                | -                | 5             | -             | -             | 17               | -             | -             | -              | -              | -             | -             | -              | -              | -             | -             | -              | -              | 169    |        |        |        |        |        |        |        |        |        |        |        |
| Legenda                                                                       |                    |                  |                  |                  |                  |             |             |                  |                  |                  |                  |               |               |               |                  |               |               |                |                |               |               |                |                |               |               |                |                |        |        |        |        |        |        |        |        |        |        |        |        |
| 1 2 3 4-10 11-30 poniżej 30 dq – dyskwalifikacja - − zawodnik nie wystartował |                    |                  |                  |                  |                  |             |             |                  |                  |                  |                  |               |               |               |                  |               |               |                |                |               |               |                |                |               |               |                |                |        |        |        |        |        |        |        |        |        |        |        |        |